# Kafr Amim
Kafr Amim (tiếng Ả Rập: كفر عميم) là một ngôi làng Syria nằm ở phó huyện của huyện Hama ở tỉnh Hama. Theo Cục Thống kê Trung ương Syria (CBS), Kafr Amim có dân số 1.063 người trong cuộc điều tra dân số năm 2004.